# بني حومي (عمران)
بني حومي هي إحدى قرى الجمهورية اليمنية. تتبع جغرافيا لمحافظة عمران وإداريًا لمديرية بني صريم. يبلغ تعداد سكانها 1173 نسمة بحسب إحصاء عام 2004.